# Kenneth Oppel
Kenneth Oppel (Port Alberni, isla de Vancouver, Columbia Británica, 31 de agosto de 1967) es un escritor canadiense. Pasó la mayor parte de su infancia en la capital de la provincia, Victoria y en Halifax, Nueva Escocia, situada en el otro extremo del país, en la costa Este. También ha vivido en Terranova, Labrador, Inglaterra e Irlanda.
Su primer libro Colin's Fantastic Video Adventure (1985), lo escribió con 14 años, mientras era estudiante de secundaria en la St. Michaels University School, en Victoria, a la que asistió al mismo tiempo que futuros actores como Andrew Sabiston y Leslie Hope, escritores John Burns y Bert Archer, y justo antes que el jugador de la NBA Steve Nash y el fundador de Flickr, Stewart Butterfield. Oppel hizo llegar el manuscrito  al autor Roald Dahl a través de un amigo de la familia. Dahl se lo recomendó a su agente. Ambos escribieron al joven Oppel comentándoles que les había gustado, y que harían lo posible por publicarlo. No fue hasta 1985, cuando Oppel contaba cumplió 18 años, cuando se publicó en Canadá y en Estados Unidos. Posteriormente sería también publicado en Francia.
Oppel Obtuvo un Bachelor of Arts en Cinematografía y en inglés en el Trinity College de la Universidad de Toronto. En su último
año escribió su segundo libro, Live Forever-Machine (1992) como trabajo para un curso de escritura creativa.
Al año siguiente contrajo matrimonio y se trasladó a Oxford, Inglaterra, donde su esposa realizaba un doctorado sobre Shakespeare. Allí
y escribió varios libros, recogiendo ideas mientras revisaba trabajos de estudiantes. Oppel trabajó de 1995 a 1996 como editor en la revista canadiense sobre literatura Quill and Quire. 
Sus trabajos más conocidos son Silverwing, que ha vendido más de un millón de copias, y cuyas secuelas, Sunwing y Firewing, publicó a continuación; y Airborn, ganadora en 2004 de los premios Governor General's Award para literatura infantil y Michael L. Printz Honor Book, concedido por la American Library Association.
Está casado con Felipa Sheppard, y tiene tres hijos, Sofía, Nate y Julia. Vive en Toronto, Ontario.